# NXT Halloween Havoc (2021)
NXT Halloween Havoc (2021) – specjalny odcinek cotygodniowego programu NXT. Odbył się 26 października 2021 w WWE Performance Center w Orlando w stanie Floryda. Emisja była przeprowadzana na żywo za pośrednictwem USA Network. Gospodarzami odcinka byli Chucky we wzajemnej promocji serialu telewizyjnego Chucky oraz wrestlerzy z NXT Grayson Waller i LA Knight.
W odcinku odbyło się sześć walk. W walce wieczoru, Tommaso Ciampa pokonał Brona Breakkera broniąc NXT Championship. W przedostatniej walce Imperium (Fabian Aichner i Marcel Barthel) pokonali MSK (Nasha Cartera i Wesa Lee) w Lumber Jack-o’-Lantern matchu i zdobyli NXT Tag Team Championship. To wydarzenie jest godne uwagi jako początek panowania Toxic Attraction w NXT. Mandy Rose zdobyła NXT Women’s Championship pokonując Raquel González w Chucky’s choice Trick or Street Fight matchu, podczas gdy Gigi Dolin i Jacy Jayne pokonały Io Shirai i Zoey Stark oraz Indi Hartwell i Persię Pirottę w Triple Threat Tag Team Scareway to Hell Ladder matchu zdobywając NXT Women’s Tag Team Championship. Godny uwagi jest również debiut Solo Sikoi w WWE.

## Produkcja i rywalizacje
NXT Halloween Havoc oferowało walki profesjonalnego wrestlingu z udziałem wrestlerów należących do brandu NXT. Wyreżyserowane rywalizacje (storyline’y) były kreowane podczas cotygodniowych gal NXT. Wrestlerzy są przedstawieni jako heele (negatywni, źli zawodnicy i najczęściej wrogowie publiki) i face’owie (pozytywni, dobrzy i najczęściej ulubieńcy publiki), którzy rywalizują pomiędzy sobą w seriach walk mających budować napięcie. Kulminacją rywalizacji jest walka wrestlerska lub ich seria.

### Tommaso Ciampa vs. Bron Breakker
Na początku odcinka NXT z 14 września (który był również pierwszym odcinkiem NXT od czasu przebudowy marki na "NXT 2.0"), Bron Breakker zadebiutował i pokonał LA Knighta. Później tej samej nocy, Tommaso Ciampa zdobył zwakowane mistrzostwo NXT, pokonując Pete’a Dunne’a, Knighta i Von Wagnera w Fatal 4-Way matchu. 5 października na odcinku NXT, Breakker wyzwał Ciampę na pojedynek o mistrzostwo na Halloween Havoc, który Ciampa zaakceptował. 12 października, Ciampa zmierzył się z Joe Gacym ze stypulacją, że jeśli Gacy wygra, zostanie dodany do walki o NXT Championship. Ciampa pokonał Gacy’ego, utrzymując singles match.

### Triple Threat Tag Team match o NXT Women’s Tag Team Championship
12 października na odcinku NXT, po pojedynku Indi Hartwell i Persi Pirotty, obstawili swoje roszczenia o NXT Women’s Tag Team Championship, po czym Io Shirai, Zoey Stark i Toxic Attraction (Gigi Dolin i Jacy Jayne) pojawiły się i zaczęły się bić. Później William Regal zdecydował, że na Halloween Havoc Shirai i Stark będą bronić swoich tytułów przeciwko Toxic Attraction oraz Hartwell i Pirottcie w pojedynku Spin the Wheel, Make the Deal Triple Threat Tag Team match. W następnym tygodniu, Shirai pokonała Jayne i Pirottę, aby zdobyć prawo do wyboru warunku walki, który był Scareway to Hell Ladder matchem.

### MSK vs. Imperium
19 października na odcinku NXT, po pojedynku tag teamowym Imperium (Fabian Aichner i Marcel Barthel), MSK (Wes Lee i Nash Carter) pojawili się i dali Imperium walkę o tytuły tag team NXT na Halloween Havoc.

### Raquel González vs. Mandy Rose
28 września na odcinku NXT, po udanej obronie przez Raquel González NXT Women’s Championship, Toxic Attraction (Mandy Rose, Gigi Dolin, i Jacy Jayne) pojawiły się i zaatakowali González. W następnym tygodniu, walkę Spin the Wheel, Make the Deal pomiędzy González i Rose o mistrzostwo kobiet NXT zaplanowano na Halloween Havoc.

## Wyniki walk
| Nr                                 | Wyniki | Stypulacje | Czas  |
| ---------------------------------- | --- | --- | ----- |
| 1                                  | Toxic Attraction (Gigi Dolin i Jacy Jayne) pokonały Io Shirai i Zoey Stark (c) oraz Indi Hartwell i Persię Pirottę poprzez pinfall | Spin the Wheel, Make the Deal: Triple Threat Tag Team Scareway to Hell Ladder match o NXT Women’s Tag Team Championship | 12:22 |
| 2                                  | Joe Gacy (z Harlandem) pokonał Malika Blade’a poprzez pinfall                                                                      | Singles match | 2:10  |
| 3                                  | Roderick Strong (z Diamond Mine) pokonał Odysseya Jonesa poprzez pinfall                                                           | Singles match | 3:56  |
| 4                                  | Mandy Rose pokonała Raquel González (c) poprzez pinfall                                                                            | Spin the Wheel, Make the Deal: Chucky’s choice - Trick or Street Fight match o NXT Women’s Championship                 | 11:53 |
| 5                                  | Imperium (Fabian Aichner i Marcel Barthel) pokonali MSK (Nasha Cartera i Wesa Lee) (c) poprzez pinfall                             | Spin the Wheel, Make the Deal: Lumber Jack-o’-Lantern match o NXT Tag Team Championship                                 | 13:10 |
| 6                                  | Tommaso Ciampa (c) pokonał Brona Breakkera poprzez pinfall                                                                         | Singles match o NXT Championship                                                                                        | 13:49 |
| (c) – mistrz/mistrzyni przed walką | | |       |